# Pingvinerna från Madagaskar (film)
Pingvinerna från Madagaskar (engelska: Penguins of Madagascar) är en amerikansk datoranimerad actionkomedifilm som hade biopremiär i USA den 26 november 2014. producerad av Dreamworks Animation och distribueras av 20th Century Fox. Filmen är en spin-off till Madagaskar-filmserien, och som sker direkt efter händelserna i Madagaskar 3, där man följer pingvinerna Skepparn, Kowalski, Rico och Basse i sin egen spionthriller. Filmen är orelaterad med TV-serien med samma namn.
Filmen regisserades av Simon J. Smith och Eric Darnell, och skrevs av Michael Colton, John Aboud och Brandon Sawyer.
Pingvinerna samarbetar motvilligt med Nordanvinden, en elitstyrka bestående av Agent Hemlig (en gråvarg), Stubinen (en vitpälsad grönlandssäl), Eva (en fjälluggla) och Korpralen (en isbjörn), för att bekämpa Dave, en hämndgirig bläckfisk som är förklädd till en människa vid namn Dr. Octavius Bläck.

## Rollista (i urval)
Övriga svenska röster: Andreas Nilsson, Anna Rothlin, Daniel Sjöberg, Dominique Pålsson Wiklund, Edvin Ryding, Fabian Lundström, Figge Norling, Nelly Morgan Martin, Ole Ornered.

## Om filmen
- Filmen var ursprungligen tänkt att ha amerikansk premiär den 27 mars 2015.[11]
- Filmen hade Sverigepremiär den 25 december 2014.[14]

### Fotnoter
1. ↑  Sneider, Jeff (5 augusti 2013). ”Arkiverade kopian”. The Wrap. Arkiverad från originalet den februari 20, 2014. https://web.archive.org/web/20140220121242/http://www.thewrap.com/movies/column-post/benedict-cumberbatch-john-malkovich-join-penguins-madagascar-exclusive-108591. Läst januari 17, 2015.
2. ↑  Milo, Mike (June 11, 2014). ”News: THE PENGUINS OF MADAGASCAR | Official Trailer Revealed!”. News: THE PENGUINS OF MADAGASCAR | Official Trailer Revealed!. Animation Insider. http://www.animationinsider.com/2014/06/news-the-penguins-of-madagascar-official-trailer-revealed/.
3. 1 2 3  ”Penguins of Madagascar”. Penguins of Madagascar. DreamWorks Animation. Arkiverad från originalet den december 20, 2014. https://web.archive.org/web/20141220023647/http://madagascar.dreamworks.com/movies/penguins-of-madagascar. Läst 26 september 2014. Arkiverad 20 december 2014 hämtat från the Wayback Machine. ”Arkiverade kopian”. Arkiverad från originalet den 20 december 2014. https://web.archive.org/web/20141220023647/http://madagascar.dreamworks.com/movies/penguins-of-madagascar. Läst 17 januari 2015.
4. ↑  ”Lorne Balfe to Score ‘The Penguins of Madagascar’”. Film Music Reporter. 8 januari 2014. http://filmmusicreporter.com/2014/01/08/lorne-balfe-to-score-the-penguins-of-madagascar/.
5. ↑  ”Dreamworks Animation : High-Fives All Around: The Penguins Of Madagascar Recruited For Top-Secret Assignment This Fall”. Arkiverad från originalet den 11 november 2020. https://web.archive.org/web/20201111191705/https://new.pitchengine.com/pitches/54e137a7-f032-4b04-bd98-f2dcc2fae21d. Läst 17 januari 2015.
6. ↑  ”PENGUINS OF MADAGASCAR (U)”. British Board of Film Classification. November 6, 2014. http://www.bbfc.co.uk/releases/penguins-madagascar-film-0.
7. ↑  ”DreamWorks Animation SKG's (DWA) CEO Jeffrey Katzenberg on Q3 2014 Results - Earnings Call Transcript”. DreamWorks Animation SKG's (DWA) CEO Jeffrey Katzenberg on Q3 2014 Results - Earnings Call Transcript. Seeking Alpha. October 29, 2014. http://seekingalpha.com/article/2613945-dreamworks-animation-skgs-dwa-ceo-jeffrey-katzenberg-on-q3-2014-results-earnings-call-transcript?part=single.  ”...our next 2 movies, Penguins of Madagascar and Home, have production budgets of $132 million each, excluding incentive-based compensation.”
8. ↑  ”Penguins of Madagascar (2014)”. Box Office Mojo. http://www.boxofficemojo.com/movies/?id=penguinsofmadagascar.htm.
9. ↑  ”Penguins of Madagascar” (på engelska). Box Office Mojo. 26 november 2014. http://www.boxofficemojo.com/movies/?id=penguinsofmadagascar.htm. Läst 1 oktober 2016.
10. ↑  Nemiroff, Perri (October 12, 2014). ”HOME and PENGUINS OF MADAGASCAR Comic-Con Panel Recap: New Footage, Evil Scientist Octopus, 28-Second Alien Invasion and More”. HOME and PENGUINS OF MADAGASCAR Comic-Con Panel Recap: New Footage, Evil Scientist Octopus, 28-Second Alien Invasion and More. Collider.com. http://collider.com/penguins-of-madagascar-comic-con-panel-recap-home/.
11. 1 2  DreamWorks Animation (15 augusti 2013). ”Arkiverade kopian”. Pitch Engine. Arkiverad från originalet den juli 17, 2018. https://web.archive.org/web/20180717100213/https://new.pitchengine.com/pitches/9478b619-99eb-433c-b1e3-41579d15230a. Läst januari 17, 2015.
12. ↑  Goldberg, Matt (July 24, 2014). ”PENGUINS OF MADAGASCAR Comic-Con Panel Recap: A Great DreamWorks Animated Film Might Be on the Way”. PENGUINS OF MADAGASCAR Comic-Con Panel Recap: A Great DreamWorks Animated Film Might Be on the Way. Collider.com. http://collider.com/penguins-of-madagascar-comic-con-panel-recap/.
13. ↑  ”PINGVINERNA FRÅN MADAGASKAR”. Dubbningshemsidan. https://www.dubbningshemsidan.se/credits/pingvinerna-fran-madagaskar/. Läst 12 november 2021.
14. ↑  ”Penguins of Madagascar”. Svensk filmdatabas. 25 december 2016. http://sfi.se/sv/svensk-filmdatabas/Item/?type=MOVIE&itemId=80336. Läst 1 oktober 2016.